# Xyala barbata
Xyala barbata är en rundmaskart. Xyala barbata ingår i släktet Xyala och familjen Monhysteridae. Inga underarter finns listade i Catalogue of Life.